# István Somodi
István Somodi (ur. 22 sierpnia 1885 w Klużu, zm. 8 czerwca 1963 tamże) – węgierski lekkoatleta, skoczek wzwyż.
Życiowy sukces odniósł w 1908 podczas igrzysk olimpijskich w Londynie, gdzie zdobył srebrny medal w konkursie skoku wzwyż (ex aequo z Corneliusm Leahym reprezentującym Wielką Brytanię), ulegając jedynie Harry’emu Porterowi ze Stanów Zjednoczonych. Somodi podczas konkursu finałowego ustanowił swój rekord życiowy – 1,88 m, wysokość tę pokonując w pierwszej próbie.